# Aedes taylori
Aedes taylori är en tvåvingeart som beskrevs av Edwards 1936. Aedes taylori ingår i släktet Aedes och familjen stickmyggor. Inga underarter finns listade i Catalogue of Life.